# David Givens

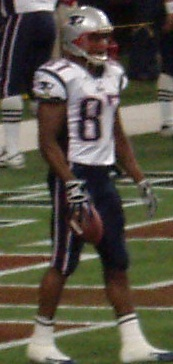
David Givens atuando pelo New England Patriots, na temporada de 2005.

David Givens (16 de agosto de 1980) é um jogador profissional de futebol americano estadunidense que foi campeão da temporada de 2004 da National Football League jogando pelo New England Patriots.